# Maréchal, nous voilà!
Maréchal, nous voilà! (tiếng Việt: Thống chế hỡi, chúng con đây!) là quốc ca không chính thức của Pháp Vichy, đồng thời là một bài hát dành riêng cho Thống chế Philippe Pétain. Lời bài hát được sáng tác bởi André Montagard (1888-1963) và phần nhạc được sáng tác bởi André Montagnard và Charles Courtioux. Bài hát được trình bày bởi André Dassary và trong nhiều dịp chính thức tại Pháp và Algérie trong Pháp Vichy.
Mặc dù La Marseillaise vẫn là quốc ca chính thức nhưng Maréchal, nous voilà! đã phổ biến trong thời Pháp Vichy. Bài hát được viết vào năm 1941, nhưng Montagnard và Courtioux đã đạo nhạc một bài hát khác do nhà soạn nhạc người Do Thái Ba Lan Kazimierz Oberfeld sáng tác (tiếng Pháp: La Margoton du bataillon). Oberfeld sau đó bị trục xuất đến Trại tập trung Auschwitz vào năm 1945, nơi ông qua đời.

## Lời bài hát

### Lời tiếng Pháp[2]
Une flamme sacrée 

Monte du sol natal 

Et la France enivrée

Te salue Maréchal!

Tous tes enfants qui t'aiment

Et vénèrent tes ans

A ton appel suprême

Ont répondu "Présent"

Lyrics 2:
Tu as lutté sans cesse

Pour le salut commun

On parle avec tendresse

Du héros de Verdun

En nous donnant ta vie

Ton génie et ta foi

Tu sauves la Patrie

Une seconde fois

chorus:
Maréchal nous voilà!

Devant toi, le sauveur de la France

Nous jurons, nous, tes gars

De servir et de suivre tes pas

Maréchal nous voilà!

Tu nous as redonné l'espérance

La Patrie renaîtra!

Maréchal, Maréchal, nous voilà!

### Lời tiếng Việt
Một ngọn lửa hồng thiêng liêng
Rực cháy lên trên Đất mẹ
Toàn thể Nhân Dân Pháp đứng dậy
Kính Chào người, Vị thống chế
Toàn thể chúng còn đều yêu mến Người
Và hát vang những chiến công lừng lẫy
Nghe rõ tiếng gọi của Người
Tất cả đồng hô vang lên rằng: Đã sẵn sàng
Thống chế Hỡi, Chúng con đây
Đứng trước Người, vị cứu tinh của Tổ Quốc Pháp
Dâng lên Người, một Lời thề
Thề cả đời theo chân Người phục vụ người
,,,lời 2,,,
Trọn đời Người đã đấu tranh
Vì lợi quyền của dân tộc ta
Toàn thể Nhân dân ca ngợi Người
Vị anh hùng từ trận Verdun
Người đã cho ta cả cuộc đời
Tài năng và lòng trung thành
Thêm 1 lần thêm trang sử
Người đã cứu dỗi cho Tổ Quốc
Điệp khúc:
Thống chế Hỡi, Chúng con đây
Đứng trước Người, vị cứu tinh của Tổ Quốc Pháp
Dâng lên Người, một Lời thề
Thề cả đời theo chân Người phục vụ người
Thống chế Hỡi, Chúng con đây
Chính Người đã đem lại niềm hy vọng vọng cho nhân dân ta!
Ngày Phục Quốc sẽ tới
Thống chế Hỡi,Thống chế Hỡi,Chúng con đây

=Lời Tiếng Việt(hát được)=
(lời 1)
Ôi hỡi khung cảnh thật xinh đẹp
Xin ngài ra đây mà xem
Toàn thể nước pháp đang đứng dậy
Xin chào đón người về đây

Toàn thể con dân kính yêu người
Nhìn lên phía trên mắt sáng ngời
Đứng trong danh dự sự mơ màng
Đồng thanh hô vang sẵn sàng

Thống chế ơi con tới rồi
Đứng trước người như lời mới của vinh quang
mang lên người 1 ngày mai
Vì tương lai nguyện theo người đến cuối đời

Thống chế ơi
Biết ơn người
Chính vì người đem hy vọng cho dân ta
Còn xa lắm ngày phục quốc
Ngọn đuốc đó sẽ thắp sáng cuối đường hầm
(lời 2)
Hoan nghênh cha già của dân ta
Đấu tranh vì chính đất nước mà
Toàn thể nhân dân xin ca ngợi
Gợi về 1 thời Verdun

Người đã cống hiến cho cuộc đời
Tài năng và cả lòng trung thành
Tạo nên công danh cho quốc gia
Viết vào sử sách quê nhà

Thống chế ơi con đã tới
Đứng trước người như lời mời của vinh quang
Mang lên người 1 ngày mai
Vì tương lai nguyện theo người đến cuối đời
Thống chế ơi biết ơn người
Chính vì người đem hy vọng cho dân ta
Còn xa lắm ngày phục quốc
ngọn đuốc đó sẽ thắp sáng cuối đường hầm

Vì tương lai ta dựng xây
Thống chế ơi thống chế hỡi chúng con đây